# Motherwell Football Club 2017-2018
Questa voce raccoglie le informazioni riguardanti il Motherwell Football Club nelle competizioni ufficiali della stagione 2017-2018.

## Stagione
- In Scottish Premiership il Motherwell si classifica al 7º posto (49 punti), dietro agli Hearts e davanti al St. Johnstone.
- In Scottish Cup perde la finale contro il Celtic (2-0).
- In Scottish League Cup perde la finale contro il Celtic (0-2).

## Maglie e sponsor
| Casa | Trasferta |

## Rosa
| N. |                             | Ruolo | Calciatore             |
| -- | --------------------------- | ----- | ---------------------- |
| 1  | Irlanda del Nord (bandiera) | P     | Trevor Carson          |
| 2  | Scozia (bandiera)           | D     | Richard Tait           |
| 3  | Scozia (bandiera)           | D     | Steven Hammell         |
| 4  | Inghilterra (bandiera)      | C     | Liam Grimshaw          |
| 5  | Burundi (bandiera)          | C     | Gaël Bigirimana        |
| 6  | Inghilterra (bandiera)      | D     | Peter Hartley          |
| 7  | Inghilterra (bandiera)      | C     | Lionel Ainsworth       |
| 8  | Irlanda (bandiera)          | C     | Carl McHugh (capitano) |
| 9  | Inghilterra (bandiera)      | C     | Curtis Main            |
| 11 | Inghilterra (bandiera)      | A     | Elliott Frear          |
| 12 | Inghilterra (bandiera)      | C     | Ryan Bowman            |
| 13 | Inghilterra (bandiera)      | P     | Russell Griffiths      |
| 14 | Inghilterra (bandiera)      | D     | Ellis Plummer          |

| N. |                             | Ruolo | Calciatore            |
| -- | --------------------------- | ----- | --------------------- |
| 15 | Australia (bandiera)        | C     | Andy Rose             |
| 16 | Scozia (bandiera)           | P     | Rohan Ferguson        |
| 17 | Inghilterra (bandiera)      | A     | Alex Fisher           |
| 18 | Irlanda (bandiera)          | D     | Charles Dunne         |
| 19 | Grecia (bandiera)           | P     | Gennadios Xenodochof  |
| 20 | Lituania (bandiera)         | C     | Deimantas Petravičius |
| 21 | Costa d'Avorio (bandiera)   | D     | Cédric Kipré          |
| 22 | Scozia (bandiera)           | C     | Allan Campbell        |
| 23 | Turchia (bandiera)          | A     | Nadir Çiftçi          |
| 24 | Inghilterra (bandiera)      | A     | George Newell         |
| 26 | Scozia (bandiera)           | C     | Ross MacLean          |
| 27 | Inghilterra (bandiera)      | A     | Craig Tanner          |
| 28 | Irlanda del Nord (bandiera) | C     | Shea Gordon           |